# Могилівка (Дунаївці)

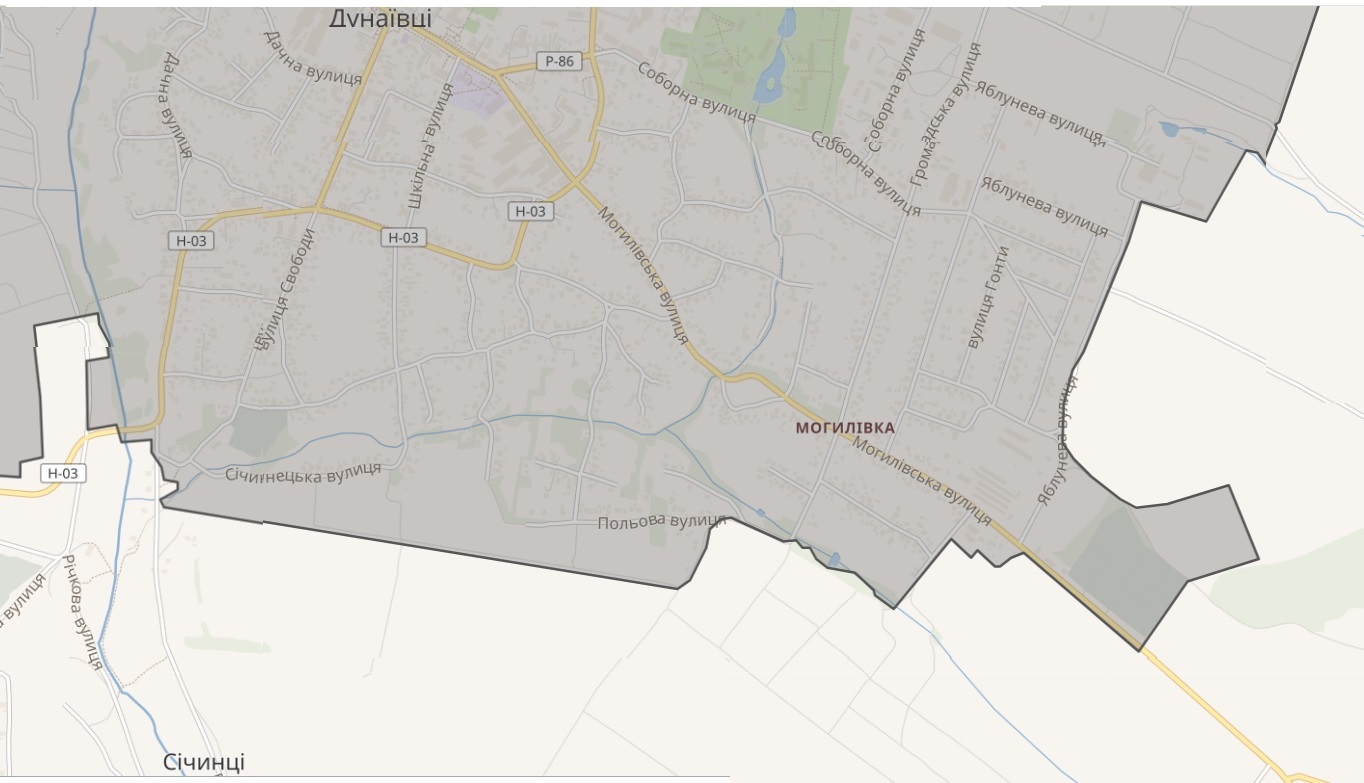
Мапа місцевості Могилівка

Могилівка — південно-східна частина міста Дунаївці.
У 1795—1923 село у Дунаєвецькій волості Ушицького повіту, у 1923—1958 у Дунаєвецькому районі.
1958 року приєднане до міста Дунаївці